# Spineugrapheus vieui
Spineugrapheus vieui là một loài bọ cánh cứng trong họ Cerambycidae.